# 庫洛魔法使角色列表
百變小櫻角色列表是日本漫畫作品《百變小櫻》的角色說明列表，列明劇中登場的角色。

## 主要角色
木之本櫻（配音員： 丹下櫻； 林元春（TVB版）；陳琴雲（Animax版）；劉惠雲（VCD/DVD版）； 許淑嬪（衛視中文台版、劇場版）；楊凱凱（華視版、透明牌篇）； 劉海霞（遼藝版）；張麗敏  （北京配音版））10-13歲
女主角，本作中心人物，通稱「小櫻」，生日：1987年4月1日／星座：白羊座／血型：A型。
個性活潑善良、可愛、單純、率直，對待感情稍顯遲緩，是個沒有心機的女孩子。有綠色眼睛、短髮，兩邊有一撮較長的細髮。
家庭成員為在大學當考古學教授的父親木之本藤隆及大其7歲的兄長木之本桃矢，母親木之本撫子於3歲時去世，本人與母親很相似。
在家中地下室父親的書庫中發現庫洛·里德流傳下來的封印之書，意外解除了庫洛牌的封印並喚醒封印之獸可魯貝洛斯而成為魔法使。
最初以庫洛·里德的黑暗之力使用魔杖及卡牌，通過月的審判成為卡牌及守護者的新主人後，以自身的星星之力運用星之杖轉化及發動卡牌；在升初中後，櫻之牌突然變為透明貌且不具魔力，而開始使用新得到的夢之杖和新收集的透明牌。
最初喜歡的人是月城雪兔，在日後的相處中漸漸喜歡上李小狼，在李小狼告白後曾猶疑過自己真正的心意。
漫畫中明白自己真正的心意後，在李小狼回去前親手製作了小熊玩偶，最後在前往機場巴士的路途上送給他並表明自己最喜歡的人是李小狼；動畫第70集自創出內心對李小狼情感的卡牌後，明白自己也喜歡李小狼而前去機場見面，接受了李小狼親手製作的小熊玩偶。2017年在新编动画前的OVA改回了漫画原作结局。
於動畫劇場版「被封印的庫洛牌」中，再次見到前來日本的李小狼想向他表明自己的心意，最後在鐘樓內誤認為李小狼的感情已作為封印「無」牌代價的情況下說出了自己真正的心意，發現李小狼的感情尚在而飛奔過去，兩人確立關係。於透明牌篇再度遇見小狼並說以後要一直在一起。
於透明牌時，開始在無察覺的情況下自行創造出魔法道具「透明牌」。
曾在動畫翼ova東京默示錄客串。在小櫻公主把蛋帶回據點時因指南針被怪物攻擊破壞而迷路，曾出現為她指引正確方向令他順利走路回據點。漫畫則沒有，指引方向的是地區的亡靈。
在xxxholic中曾提及小櫻透過夢中把星之杖都交給小櫻公主，而小櫻公主作為令小狼代價回到過去。
可魯貝洛斯／小可（Cerberus，配音員： 久川綾（偽裝形態）／小野坂昌也（原始形態）； 林丹鳳／蘇強文（TVB版，偽裝形態／原始形態）；譚淑嫻（Animax、VCD/DVD版，偽裝形態）； 賀世芳／官志宏（衛視中文台版、劇場版，偽裝形態／原始形態）；丘梅君／于正昇（華視版，偽裝形態／原始形態）；龍顯蕙／吳文民（透明牌篇，偽裝形態／原始形態）； 賈麗娜／張明亮（遼藝版，偽裝形態／原始形態））
暱稱：小可，是庫洛·里德創造出來守護庫洛牌的太陽封印之獸。擅長西洋魔法，擁有日之魔力。在小櫻打開封印書後，開始跟木之本櫻展開庫洛牌的收服行動。個性活潑外向，十分嘴饞、愛講話和熱鬧，經常跟李小狼或木之本櫻吵嘴。不過對主人還是忠心耿耿，為了保護木之本櫻，經常冒險護主。
在木之本櫻尚未收服完他掌管的「光」、「地」與「火」之前，無法變回真正的樣子。原形是長有翅膀的美洲獅，由於體形大，躲藏起來很不方便，因此除非是需要作戰，否則小可是不會變成真正的模樣，平時仍以偽裝姿態（布玩偶般的樣子）出現。跟月不一樣，能夠自行製造魔力。
由於封印書曾經在關西地區一段時間，使其說話時候有關西口音，而TVB粵語版在偽裝姿態時説話表現為帶有鄉音。
他的名字Cerberus是源自於希臘神話的地獄冥界三頭犬刻耳柏洛斯。
大道寺知世（配音員： 岩男潤子； 沈小蘭（Magic咭）→曾秀清（Clear咭）（TVB版）；黃鳳兒（Animax版）；陳凱婷（VCD/DVD版）； 方雪莉（衛視中文台版前期）→魏晶琦（衛視中文台版後期、劇場版）；雷碧文（華視版、透明牌篇）； 郝琳傑（遼藝版））
木之本櫻從童年起的摯友，生日：1986年9月3日／星座：處女座／血型：A型。
出身大道寺財團的千金小姐，個性溫婉、恬靜，談吐落落大方。
對木之本櫻抱有朋友以上的感情（自稱與木之本櫻的喜歡不同）；兩人的母親是堂姊妹所以有親戚關係。
比起同齡孩子相較早熟許多，擅長洞悉人心。具有歌唱才能，在小學及初中皆是合唱團的一員，學習成績優異，對設計服飾及製作各式點心也很拿手。
在劇中經常為木之本櫻設計各式衣服，總是拿著攝影機記錄木之本櫻穿上自己做的衣服及作戰的模樣。
李小狼（配音員： 熊井統子； 區瑞華（Magic牌）→李致林（Clear牌）（TVB版）；羅嘉玲（Animax版）；陳安瑩（VCD/DVD版）； 賀世芳（衛視中文台版、劇場版）；盧亮妤（華視版）；錢欣郁（華視版64話～68話臨時替代、透明牌篇）； 劉莉（遼藝版））
男主角，通稱「小狼」，生日：1986年7月13日／星座：巨蟹座／血型：O型。
從香港來日本轉到木之本櫻班上就讀，是庫洛·里德母親娘家「李家」的子孫，為下任當家，也是家族同輩中擁有最強魔力之人。
有黃色眼睛，頭髮顏色是棕色和黑色。
因為得知庫洛牌在日本封印被解除，前往日本收服庫洛牌避免災難發生。
在TV動畫中是另一位庫洛牌的擁有者，與木之本櫻競爭收集庫洛牌，對月城雪兔也有好感（後期解釋因李小狼使用月之力，而被月城雪兔真身的審判者「月」的月之力吸引），動畫45集因未能通過最後的審判而被收回所擁有的卡牌。
最初與木之本櫻的關係不是很和善，經過長時間的相處後，發覺木之本櫻是個善良的好女孩，因此喜歡上她。
漫畫中在回去香港前向小櫻告白，木之本櫻在他離開日本前做了一隻小熊公仔，在前往機場巴士的路途上送給他；動畫第69集最後向木之本櫻告白，第70集結局時在機場將親手製作的小熊玩偶送給木之本櫻後就此回去香港。
升上初中後回到日本與木之本櫻相聚並正式交往，同時也為將來會發生的事做準備。曾對小櫻說絕對絕對不會使小櫻遭遇不幸。
於透明牌篇中，在卡牌們的意願配合下，透過與木之本櫻交換的小熊玩偶將其全數召喚至身邊，避免木之本櫻的魔力加速膨脹，同時也與身在英國的柊澤艾利歐保持聯繫等待"那一刻"。
持有庫洛·里德創造於李家中流傳下來用來尋找庫洛牌的羅盤，經常配合符咒使用傳家寶劍；透明牌篇時已能以雙手召喚寶劍，使用法力協助木之本櫻收集透明牌。在漫畫中曾被小櫻在夢中看到他身穿詩之本秋穗家傳道袍。
李莓鈴（配音員： 野上尤加奈； 黃麗芳（Magic咭）→劉惠雲（Clear咭）（TVB版）；譚淑嫻（Animax版、VCD/DVD版）；黃鳳兒（劇場版VCD/DVD版）； 謝佼娟（衛視中文台版、劇場版）；丘梅君（華視版）；龍顯蕙（透明牌篇）； 蘭燕（遼藝版））
動畫版登場原創角色，李小狼的堂妹，生日：1987年3月25日／星座：白羊座／血型：B型。
身為李家人但不具有魔力，與李小狼一同練過武術；喜歡李小狼，對李小狼表示在他找到喜歡的女孩前要做他的未婚妻。
動畫第20集轉到木之本櫻班上就讀，最初因庫洛牌與李小狼的事敵視木之本櫻，後來與木之本櫻成為好友。
動畫第43集返回香港，第60集因等不及李小狼要告訴她的事而主動到日本，知道李小狼已找到喜歡的女孩。
於動畫劇場版「被封印的庫洛牌」中，鼓勵木之本櫻向李小狼表明自己的心意。
透明牌篇第13集再度與小櫻重逢，但於第16集又返回香港了。
月城雪兔／審判者月（配音員： 緒方惠美； 梁偉德（TVB版）；譚淑英（Animax版）； 方雪莉（衛視中文台版前期）→魏晶琦（衛視中文台版後期、劇場版）；于正昇（華視版）；吳文民（透明牌篇）； 劉藝（遼藝版））
生日：1979年12月25日／星座：魔羯座／血型：AB型。
和木之本桃矢有曖昧關係，木之本櫻的初戀對象，為人和藹可親，時常掛著微笑，頭腦及運動方面皆優秀，雖然沒有加入任何社團，但經常替缺人手的社團比賽；食量非常大經常讓周圍人吃驚。
月城雪兔的真實身份為卡牌的另一位守護者─審判者月，偽裝身份的月城雪兔起初不知道審判者月的存在，後來木之本桃矢為避免兩者因魔力不足而消失，使月城雪兔明白了自己原形的存在。
擁有月之魔力，掌管月亮屬性的牌（例如水、風、闇），在卡牌全部集齊時現出真面目，負責審判庫洛牌的擁有者（TV動畫為木之本櫻與李小狼，漫畫僅木之本櫻）是否適合成為新主人。
十分掛念庫洛·里德，拒絕讓其他人成為新主人；漫畫中認為木之本櫻是靠庫洛有意的安排及觀月歌帆的「月之鈴」才通過審判，所以初時感情上對木之本櫻有些淡漠，後與木之本櫻的相處中漸漸接受了她。
跟能自行製造魔力的可魯貝洛斯不一樣，本身無法自行製造魔力，必須要依靠主人的魔力作為來源，曾因為木之本櫻的魔力不足而連帶雪兔面臨消失的危機，後來接受了木之本桃矢全部的魔力而得以維持自身的存在。在透明牌篇第44話顯示他與月峰神社的月之魔力定了契約，可以在雪兔的樣子時使用月的意識，並擁有把周圍的環境化為「黑夜」的力量。
木之本桃矢（配音員： 關智一； 馮錦堂（Magic咭至Clear咭第一季）； 周寧（衛視中文台版、劇場版）；于正昌（華視版、透明牌篇）；于正昇（華視版第40集暫代），； 滕奎興（遼藝版）；姜廣濤（北京配音版））
生日：1980年2月29日／星座：雙魚座／血型：O型。
木之本家的長子，木之本櫻的哥哥，月城雪兔的摯友。
星條高校的足球隊成員，擅長各種家務，平時常吐槽木之本櫻（特別是老愛叫她怪獸），實際上很愛護妹妹，經常留意木之本櫻周圍的人事物。不喜歡小狼接近小櫻，理由是「他會搶走我一直很珍惜的人」，早已知道小櫻會愛上小狼。
自身擁有強大的魔力及預知未來的能力，能看見過世後化為天使的母親，也曾看穿鏡牌的真身，能感覺到人或物擁有魔力。
初中時曾與實習老師觀月歌帆交往，後因觀月留學而分手。
曾因受到鏡牌的牽連而受傷；木之本櫻成為守護者與卡牌的新主人後，發現雪兔因魔力不足面臨消失的危險，亦開始察覺到雪兔並不是人類。在艾利歐家與其獨處時，對其說出內心話，並見到其真面目審判者月，最終希望審判者月能保護妹妹小櫻，把自己的魔力全都送給審判者月。
於透明牌篇時，瞭解自身已隨著時間逐漸恢復魔力，並重新見到母親的靈魂與她對話，擁有時間暫停的力量，能維持體感時間2秒，配合雪兔(月)「黑夜」的力量則能持續長時間的「時間暫停」魔法，但對擁有魔力的人沒效。
柊澤艾利歐/艾利安魯（配音員： 佐佐木望； 盧素娟（Magic牌）→鍾見麟（Clear咭）（TVB版）；黃鳳兒（Animax版）； 謝佼娟（衛視中文台版、劇場版）；雷碧文（華視版、透明牌篇）； 謝冰冰/滕奎興（遼藝版，學生/魔法使））
從英國來日本並轉到木之本櫻班上就讀的轉學生，真實身份為庫洛·里德的轉世，因此擁有強大的魔力，亦保留了庫洛·里德的記憶，留日期間居住在庫洛·里德的舊居，後於完結篇返回英國。
個性成熟穩重，雪比表示他是特意讓自己的外貌維持與木之本櫻同齡，因木之本櫻的星之力無法使用屬性（庫洛·里德的黑暗之力）不同的庫洛牌，而不斷製造了許多不同的不可思議事件促使木之本櫻轉化庫洛牌為櫻之牌，背後其實是用心良苦。
漫畫中為庫洛·里德的轉世之一，另一位為小櫻的父親木之本藤隆，庫洛·里德在世時曾困擾於自身強大的魔力能遇見未來，所以將靈魂一分為二，由庫洛·里德的繼承人木之本櫻協助分出一半魔力給木之本藤隆。
喜歡的人是觀月歌帆，和山崎貴史十分合拍。
於透明牌篇中，身處英國與李小狼保持聯繫等待"那一刻"的到來；在李家的協助下調查海渡的事情並轉告可魯貝洛斯及月，遭受到尤那·D·海渡的魔法攻擊被阻斷了通訊聯繫，便直接派露比·月亮及斯比奈爾·太陽到日本。

## 配角

#### 木之本家
木之本藤隆（配音員： 田中秀幸； 李錦綸（TVB版）； 官志宏（衛視中文台版、劇場版）；于正昇（華視版）；吳文民（透明牌篇）； 韩力（辽艺版））
小櫻與桃矢的父親，塔和大學考古學系教授。
雖然喪偶已久，仍深愛著撫子，每天都會更換愛妻的照片，同時擔當木之本桃矢與木之本櫻的慈父。
在友枝小學的運動會上重逢知世的母親園美，被問及一直保持微笑時表示自己答應過木之本撫子絕對不會哭；大道寺園美曾稱其「唯一的缺點就是沒有缺點」。
漫畫中與柊澤艾利歐兩人都是庫洛·里多的轉世，不會被柊澤艾利歐的魔力影響，由於木之本櫻接受了柊澤艾利歐之託分割了一半魔力給木之本藤隆，從此能看見木之本撫子。
在透明牌篇中，透露從小櫻小四的時候開始，一直都察覺她發生了很多事，雖然自己沒有兒女一樣的特別能力，但深信小櫻可以幫助自己與他人。
木之本撫子（配音員： 皆口裕子； 雷碧娜、成瑤孆（少女時）（TVB版）／羅嘉玲（Animax版）； 方雪莉（衛視中文台版）；雷碧文（華視版、透明牌篇））
小櫻與桃矢的媽媽，在17歲生下木之本桃矢、在25歲生下木之本櫻並在木之本櫻3歲時離世（當時只有27歲），於故事中常常以天使的模樣出現。
舊姓天宮，和知世的媽媽是堂姊妹，外貌與其祖母及小櫻相似，國中時便兼職模特兒的工作，毫無運動細胞可言，連走路都會跌倒。
16歲時不顧家人的反對，和當時25歲的老師木之本藤隆結婚，卻於27歲時香消玉殞，使藤隆一直不被撫子的娘家諒解，直到大道寺園美與祖父遇見了木之本櫻，從木之本櫻身上瞭解木之本撫子過得很幸福而對藤隆釋懷。
很喜歡櫻花，曾說過「未來若生女兒的話要取名為『小櫻』」。
雖然過世得早，但是仍以天使的形態留在家人身邊，擁有魔力的木之本桃矢經常能看見母親，漫畫中接受了柊澤艾利歐分半魔力的木之本藤隆也變得能看見她。
透明牌篇中，藤隆曾表示她可以跟看不見的東西對話，能與無法說話之物心靈相通，這點與桃矢及小櫻相似，擁有強大的魔力，即使死亡後仍能從海渡的記憶探索到有關秋穗母親的事。木之本家的房子正是她為了擁有魔力的家人而選擇的。隨著小櫻自身魔力不斷增強，小櫻也變得能看見她。
生前與祖父母到英國旅遊時，認識了詩之本秋穗的母親。後來她在日本與對方重逢，對方在鐘錶飾品上施加魔法，表示是為了各自未來的「愛麗絲」(女兒)。
不是所有擁有魔力的人都能看見她，目前除了家人之外，只有因過度使用時間魔法而漸漸步入死亡的海渡能看見她。

#### 大道寺家
大道寺園美（配音員： 伊藤美紀； 黃鳳英（Magic咭）→許盈（Clear咭）（TVB版）； 賀世芳（衛視中文台版）；丘梅君（華視版）；雷碧文（劇場版）；龍顯蕙（透明牌篇））
知世的媽媽，大道寺玩具社長。舊姓天宮，和木之本撫子是堂姊妹，因此也是木之本櫻的堂姨媽。非常喜歡木之本撫子，木之本撫子決定嫁給木之本藤隆讓她非常氣憤、尤其是後來木之本撫子在27歲便病逝令她更不能原諒木之本藤隆，但在遇到木之本櫻以後也漸漸原諒木之本藤隆，不過依舊對木之本藤隆有些不滿。除了是大公司社長，更是個好媽媽，非常疼愛她的獨生女知世，同時也把小櫻當作自己的親生女兒般看待。喜愛拍攝，更特別為了知世能隨時拍攝到木之本櫻的重要時刻，而開發新型攝影機。
透明牌篇透過知世得知李小狼和小櫻一起去見天宮真嬉外曾祖父。
天宮真嬉（配音員： 阪脩； 源家祥（Magic牌）→陳永信（Clear牌）（TVB版）； 官志宏（衛視中文台版）；于正昌（華視版）、周學禮（透明牌篇））
生日11月1日，撫子與園美的爺爺，小櫻與知世的外曾祖父，天宮集團社長。
動畫第16集初登場，很掛念孫女木之本撫子及木之本撫子小時候畫彩虹的事情。
最初不捨將撫子交給藤隆，收到兩人的結婚喜帖後很長一段時間未和藤隆見面，在見到外曾孫女小櫻快樂地成長過著幸福日子後，於收到小櫻送的生日禮物時主動約藤隆見面表示自己已釋懷。
透明牌篇中，以外曾祖父的身份正式與木之本櫻及李小狼見面，把撫子從小很珍視的鐘錶（動畫中為鑰匙，是和妻子、撫子一起從英國帶回來的物品，擁有秋穗母親施下的魔法）交給小櫻，原先想把撫子很喜歡的房子也一同交付，但藤隆考慮到小櫻還只是初中生而勸說他打消念頭。

#### 庫洛的關係人
庫洛·里多（Clow Reed，配音員： 林一夫； 李錦綸（TVB版）； 符爽（衛視中文台版、劇場版）；于正昇（華視版））
庫洛牌、可魯貝洛斯及月的創造者，父親是英國人，母親是中國道士家族李家的人，使用自創的魔法「黑暗之力」。
將牌及守護者寄託給木之本櫻，木之本櫻成為新主人後，因為星之力鎖匙無法使用屬性（黑暗之力）不同的庫洛牌，由其轉世柊澤艾利歐製造一連串不可思議事件促使木之本櫻轉化庫洛牌為櫻之牌。
在世時為最強的魔法師，漫畫中困擾於自身強大的魔力能遇見未來一事，所以將靈魂一分為二轉世成柊澤艾利歐與木之本藤隆，由庫洛的繼承人木之本櫻協助分出柊澤艾利歐一半魔力給木之本藤隆。
在翼年代記曾客串。漫畫中陏子提及因要填補小狼所作出的選擇導致的空隙而離開月跟可魯貝洛斯，作為玖樓國的國王。
觀月歌帆（配音員： 筱原惠美； 梁少霞（TVB版）／陳安瑩（CD/DVD版）； 謝佼娟（衛視中文台版）；盧亮妤（華視版）；朱憶華（劇場版）；錢欣郁（透明牌篇）； 徐琳（辽艺版））
月峰神社的巫女，也是友枝小學的數學代課老師，木之本櫻五年級的導師。因為是神社神官的女兒，擁有強大的月之魔力。過去任實習老師時，明知道自己和木之本桃矢不會開花結果，仍舊依循自己的心意與當時還是初中學生的桃矢談戀愛。後來和木之本桃矢分手時告訴木之本桃矢：「我們在你高中二年級時還會再相會，但那時你會有喜歡的人，而我也會有。」和木之本桃矢即使分手了還是保持友誼，透過心靈呼喚木之本桃矢就會出現。初登場即用「月之鈴」解救被迷宮困住的木之本櫻等人，美麗、和藹的形象令木之本櫻感到溫暖、幸福，但李小狼一開始就感受到她的強大法力，而充滿戒心。在英國留學時遇到了柊澤艾利歐，並在柊澤艾利歐的託付下，在「最後的審判」中用庫洛·里德所製的「月之鈴」解救木之本櫻，讓木之本櫻順利勝出。喜歡柊澤艾利歐，是對方的戀人。並於透明牌篇與艾利歐一同住在英國。
斯比奈爾·太陽／斯比（Spinel Sun，配音員： 冬馬由美（伪装形态）／小西克幸（原始形态） ； 鄭麗麗／雷霆（TVB版，偽裝形態／原始形態）； 林美秀／周寧（衛視中文台版，偽裝形態／原始形態）；盧亮妤、錢欣郁（代配、透明牌篇）／于正昌（華視版，偽裝形態／原始形態）； 郝琳杰（大陆版，偽裝形態））
柊澤艾利歐所創製的獸形隨從，與可魯貝洛斯相對。擅長東方魔法，擁有太陽之魔力。絨毛娃娃「偽裝姿態」時被稱作「雪比（衛視中文台：斯比）」（スッピー），是由秋月奈久留取的，牠不是很喜歡這個名字，一想到就氣。性格冷漠，絕對不能吃甜點，因為吃甜點會醉，而且會像小可一樣愛吃甜點。和小可見面時會吵架，並會被牠強迫吃甜點。在「偽裝姿態」時能完全隱藏自身的魔力而不被別人發現，原形是長有蝴蝶翅膀的黑豹。在透明牌篇中，在柊澤艾利歐安排下返回日本，暫時居住在木之本櫻的房間，以方便提供魔力給小可，在透明牌篇已經可以自由變身。
露比·月亮／秋月奈久留（Ruby Moon，配音員： 柚木凉香； 陸惠玲（TVB版）、羅嘉玲（香港Animax版）； 賀世芳（衛視中文台版）／丘梅君（華視版）/龍顯蕙（透明牌篇））
柊澤艾利歐所創製的人形隨從，與月相對，在「偽裝姿態」時則是秋月奈久留。擅長西洋魔法，擁有月之魔力。她擁有女性的外表，其實是無性別。性格活潑外向，非常喜歡木之本桃矢，常三不五時就會跳到木之本桃矢身上或是對他做些親密的動作，也非常喜歡木之本桃矢的妹妹－木之本櫻，曾經找木之本櫻來拍自己編的電影。在「偽裝姿態」時能完全隱藏自身的魔力而不被別人發現，原形是長有蝴蝶翅膀的女神，因為怕喜歡的木之本桃矢將魔力全部轉給月，而失去所有的魔力，總是找機會一直打斷他們。在透明牌篇中，在柊澤艾利歐的安排下返回日本，暫時居住在月城家，以方便提供足夠魔力給月，令小櫻牌精靈能夠長期實體化，同时自身也獲得了可以自由變身的能力。

#### 同班同學、老師
山崎貴史（配音員： 宮崎一成； 袁淑珍、黃鳳英（代配）（Magic牌）→陳灝瑋（Clear牌）（TVB版）； 方雪莉（衛視中文台版）；丘梅君（華視版第1集至第10集）、楊凱凱（華視版第12集起、透明牌篇）；雷碧文（劇場版））
小櫻的同班同學，平時總是眯眯眼，喜歡長篇大論地吹牛。而且第一句都是：「其實，×××是起源於……」。雖然他的故事常被與他的青梅竹馬三原千春以及其他人識破，但卻常常騙到小櫻和小狼（在透明牌篇中也騙到秋穗）。柊澤艾利歐來到友枝小學時，山崎貴史與他一起吹牛（關於巧克力），互相唱和，十分有默契。和三原千春在幼稚園時就是兩小無猜的一對。升上友枝中學後與柳澤奈緒子同班，並加入魔術社。
另外在OVA中，揭露了山崎貴史的腳被踩到時，眼睛會睜開的這個設定。
三原千春（配音員： 松本美和； 雷碧娜（Magic牌）→曾佩儀（Clear牌）（TVB版）／羅嘉玲（Animax版）； 賀世芳（衛視中文台版、劇場版）；丘梅君（華視版）；龍顯蕙（透明牌篇））
小櫻的好友之一，山崎貴史的青梅竹馬。遇著山崎貴史吹牛時，會拖走他，或捏著他脖子以搖動他的頭阻止山崎貴史繼續說謊。常和佐佐木利佳、柳澤奈緒子、大道寺知世、木之本櫻在一起。升上友枝中學後與木之本櫻、大道寺知世、詩之本秋穗同班，和木之本櫻同為啦啦隊社團成員。擅長製作甜點。
佐佐木利佳（配音員： 川上倫子（古羅咭篇、櫻之牌篇）→藤田咲（透明牌篇）； 蔡惠萍（Magic牌）→魏惠娥（Clear牌）（香港版）／譚淑嫻（Animax版）； 賀世芳（衛視中文台版前期）→謝佼娟（衛視中文台版後期）；盧亮妤（華視版第1集至35集）→雷碧文（華視版第36集起、劇場版、透明牌篇））
小櫻的好友之一，為人成熟，在動畫版暗戀寺田老師。但在漫畫版中她與寺田良幸老師是互相戀愛的，寺田良幸老師甚至給她「訂婚戒指」。
透明牌篇和小櫻一夥人雖然就讀不同學校，但偶爾會有聯繫。於第17集客串登場，主要目的是將繪本交給小櫻，同時亦向小櫻表示希望有機會能認識詩之本秋穗。
柳澤奈緒子（配音員： 本井英美； 鄭麗麗（TVB版）／譚淑英（Animax版）； 方雪莉（衛視中文台版）；盧亮妤（華視版）；錢欣郁（華視版64話～68話臨時替代、透明牌篇）； 朱憶華（劇場版））
小櫻的好友之一，很有創意，喜歡鬼怪故事和文學但不愛運動，升上友枝中學後與山崎貴史同班。
寺田良幸（配音員： 古澤徹（1期、2期）/小西克幸； 何國星→蘇強文（香港版）； 官志宏（衛視中文台版）；于正昌（華視版）；于正昇（華視版暫代））
小櫻的老師之一，漫畫版中和佐佐木利佳互相戀愛，在動畫版中僅是佐佐木利佳單方面暗戀老師。

#### 動畫版原創角色
松本真樹（配音員： 三石琴乃； 黃鳳英（香港版）； 盧亮妤（華視版前期）→丘梅君（華視版後期）；朱憶華（劇場版））
動畫版原創角色。友枝商店街Twin-Bells店主，售賣玩具、咒語卡片、學習用品等。
偉望（配音員： 清川元夢； 源家祥（Magic牌）→朱子聰（Clear牌）（香港版）； 于正昌（華視版、透明牌篇））
動畫版原創角色。「李家」的管家。
橘優希（配音員： 川田妙子； 鄭麗麗（香港版）； 盧亮妤（華視版））
動畫版第7話的原創角色。父親生前畫她的畫像被『靜』（The Silent）付身，立志想把畫像改回來。『靜』被木之本櫻收伏後畫像恢復原樣。
中川容子（配音員： 冰上恭子； 陸惠玲（香港版）； 盧亮妤（華視版））
動畫版第14話原創角色。星條高中學生，和桃矢同班。在學園祭的时候向木之本桃矢告白，但被木之本桃矢拒絕，被拒絕原因是木之本桃矢已有喜歡的人。
小茜（配音員： 荒木香惠； 梁少霞（香港版）； 盧亮妤（華視版））
動畫版第15話原創角色。因父親已逝且母親工作的關係，時常得一人獨自看家。將和木之本櫻吵架後露宿街頭的小可錯認為小貓而帶回家。之後因母親轉職而搬離友枝市。
黑川惠子、河野光一、阿部勝也（配音員： 金丸日向子、櫻井孝宏、今村直樹； 梁少霞、蘇強文、陳卓智（香港版）； 盧亮妤、于正昇、于正昌（華視版））
動畫版第22話原創角色。木之本藤隆所在大學的助手。
立花玲（配音員： 今井由香； 蔡惠萍（香港版）； 雷碧文（華視版））
動畫版第30話原創角色。友枝小学6年級學生，田徑社社員。在TV版第30話中出場。由於為受傷的“驅（The Dash）”牌療傷而祝福，短跑成績大幅提升並且有望在運動會奪得冠軍，木之本櫻卻因此感到苦惱。最終在比賽前夜，木之本和李小狼不得不趁“驅”牌恢復全部體力以前將牌回收。玲因此感到失落。但比賽當日卻以初赛第3，決賽冠軍的成績得以回應，在TV版中，李小狼在決賽的時候將牌召喚出來以激勵玲。
鏡（THE MIRROR，配音員： 久川绫（原形）、丹下樱（變成木之本櫻後）； 梁少霞（原形）、林元春（變成木之本櫻後）（香港版）； 楊凱凱（原形、變成木之本櫻後）（華視版））
古羅咭其中一張卡牌，屬於特殊卡牌。
在沒被回收前曾冒充木之本櫻四處作亂，還捉弄木之本桃矢，令木之本桃矢受傷。沒想到木之本桃矢不但看穿她不是木之本櫻，還承諾會幫助她，讓鏡因此感到自責，其後更主動提示木之本櫻自己的身分，讓木之本櫻收服，個性亦轉為顯得害羞。
木之本櫻利用「鏡」的反射能力成功回收「擊」牌。
在木之本櫻去收服「雲」牌時，被小櫻召喚出來當替身，再次與木之本桃矢見面。對木之本桃矢的歉疚因得到他的安慰而釋懷，開始對木之本桃矢產生好感。
木之本桃矢知道她经常擔任木之本櫻的替身，只是木之本桃矢請她隱瞞木之本櫻並繼續幫助她。
是庫洛牌組中少數會說話的牌，時常擔任牌組的發言人向木之本櫻傳達訊息。
聖誕節前夕，木之本櫻為解決事件，召喚鏡代替自己陪木之本桃矢買禮物。木之本桃矢為感謝鏡陪伴自己還有平日對木之本櫻的照顧，挑了緞帶送給鏡（因為木之本桃矢知道鏡本體的頭髮很長）。鏡開心又感激地收下木之本桃矢送的緞帶，並綁在辮子上，變回卡片後的她在圖案上亦有顯現多出了綠色髮帶。

### CLEAR CARD篇
詩之本秋穗→木之本秋穗（配音員： 鈴木實里； 詹健兒； 錢欣郁）
透明牌篇初登場，木之本櫻升上初中時來到班上的轉學生，現住在柊澤艾利歐的舊家(柊澤艾利歐表示該地方適合保管蘊藏魔力之物，曾建過一座遊樂園)。
非常喜歡書籍及玩偶小桃，暗戀從小照顧她的執事尤那·D·海渡，來到日本前曾去過許多國家收集書本，自稱有一本很想要的書而來到來日本。和木之本櫻有許多相似之處，與大道寺知世同樣具有歌唱才能，在大道寺知世的建議下一同加入合唱團。
最喜歡的書之一為《時鐘之國的愛麗絲》，小桃稱該書為時間之書，海渡表示小桃是該書的守護者，書封面的鐘錶圖案曾出現在木之本櫻夢境中，內容與其做的夢一致，實為木之本櫻創造收集透明牌的經歷，之後曾夢見書中愛麗絲的樣貌為小櫻的樣子。
出身歐洲最古老的魔法家族(庫洛父親的家族)，家族所有人都會魔法，已離世的父母也是魔法師，是唯一與香港李家繼承人李小狼同齡的人，但自身卻不會任何魔法而遭到族人的冷落及排斥。因身上完全沒有任何魔力的痕跡，被家族及尤那D海渡所在的魔法協會做成魔法道具，能記錄下眾多魔法師的魔法，但也令她的自我意識被施術者們逐漸吞噬。後來家族和協會安排她到各地旅行，由她自行「記錄」各種魔法，並讓海渡作為監察者陪同。
曾與木之本櫻共鳴進入夢境，看到木之本櫻曾夢見的穿著長袍之人，認出該件長袍是她擁有的家族流傳正裝；透明牌篇動畫22集，身穿長袍出現木之本櫻家門外與木之本櫻以魔法對峙，小桃表示此舉與平時一樣是在睡夢中行動（即夢遊狀態），此過程後來被海渡施以時間回溯魔法消除。
第70话被海渡施法修改了过往经历而变成小樱的双胞胎妹妹。因而逃離原生家族和魔法協會對其的利用及忘記過去一切不快的記憶，改寫為因身體虛弱而與曾祖父到國外治療，最近才歸國與小櫻一起生活。由於心中仍留有對海渡的思念，所以在得知真相後，決定恢復原來的身份。在小櫻魔法的幫助下，成功擺脫家族和協會的控制。
尤那·D·海渡（配音員： 花江夏樹； 李凱傑； 于正昌）
負責照顧詩之本秋穗生活起居的執事，擅長泡茶及做各式糕點、料理，隨身攜帶一塊懷錶（實為法具，可化為法杖的型態)。
自懂事起身邊便沒有任何血親，依靠與生俱來的強大魔力生存，被英國魔法協會發現而加入成為成員之一，擁有其所賜予的最高位魔法師「D」的稱號。認識秋穗的母親麗麗艾。本名為克里斯托。
李小狼與柊澤艾利歐推測他也擁有「月」之力；柊澤艾利歐與可魯貝洛斯及月的談話中確認他已於一年前已被魔法協會逐出，原因是擅自帶走協會珍藏的禁術相關法具；法具本身即為詩之本秋穗，本人表示此舉的目的是為了發動禁忌魔法。
以魔力與艾利歐對決後懷錶留下一條裂痕，阻斷了李小狼與柊澤艾利歐等人的通訊聯繫；能施展會帶來負擔的時間魔法，曾使用過多次「時間回溯」，表示此魔法會削減施法者的壽命。雖然他能阻止柊澤艾利歐返回日本，但是因行動過於張揚會惹來不必要的麻煩（例如讓客機失事），所以最終也沒有阻止秋月奈久留和史芬尼路太陽的回歸。不過，他也施展魔法令知情者無法透露他和詩之本秋穗與魔法有關的情報給木之本櫻知道（不論是口頭上或筆談）。第70话时为了保护秋穗而使用“时之杖”启动“交换”卡牌，以已經破損的時之杖交換秋穗體内的魔法書，並修改了关于秋穗的过往经历，使秋穗变成了小樱的双胞胎妹妹，但是自己也因为时间魔法使用过度而被封印，化身為魔法月亮的黑龍。
在小櫻利用其體內的魔法書創造「白紙」和「想起」透明卡牌，使得魔法協會徹底遺忘秋穗和海渡的存在，同時也恢復秋穗和小櫻等人的真實記憶，並成功解除海渡和時間之書聯繫。最後和秋穗踏上尋找小桃的旅程，與眾人告別。
小桃（配音員： 壽美菜子；成瑤孆 ；雷碧文）
左耳配有錶盤形耳環，脖子繫著圍巾，表面上是詩之本秋穗帶在身邊的白色兔子玩偶，實為具有自我意識的魔法生物，尤那·D·海渡知悉其真實身分，喜歡吃巧克力。
守護著一本具有特殊時間魔法的時間之書（該書暫放在秋穗處，由其命書名為《時鐘之國的愛麗絲》)，該書一世紀前啟動後並沒有帶來好結果，若是成功啟動便能發動禁忌魔法。
耳環是秋穗母親麗麗艾生前所贈戒指，請求牠看好兩位愛麗絲（即秋穗和小櫻）。
漫畫第50話與木之本櫻談話時恢復原型，為人形外貌，身穿長裙留著捲髮，頭上有對長兔耳並戴著皇冠｡
漫画第70话当中由于海渡使用禁术导致自己被封印，她成為了唯一知晓秋穗真实经历的人。透過「記錄」把拯救海渡的關鍵告知小櫻。因小櫻的魔法，使時間之書內收集過的知識化為無數的書籍，飛入小櫻家中的藏書房中。小桃也不知去向。
詩之本麗麗艾
秋穗的母親，當代家族中最強的魔法師，撫子(小櫻的母親)和海渡的朋友，已去世。除了髮型之外，長相與撫子相似，因此兩人各自的女兒被海渡改寫為雙胞胎姊妹，亦未受到世人質疑。擁有穿越時間的魔法，知道女兒未來的命運，少女時期便透過夢境穿越時空與小櫻見面，並證實她是出現於小櫻預知夢中的神秘魔法師。
黑龙
秋穗的母亲莉莉艾在穿越时间时曾经使用过的魔法生物，在海渡启动“交换”卡牌后把自身意识以及其他人关于秋穗的真实记忆保存在它体内随后被封印在魔法月亮当中。在小櫻以「倒流」魔法把它恢復為海渡的人類之身，但仍然受時間魔法代價影響而保留一對黑色翅膀。

### 劇場版
李夜蘭（配音員： 井上喜久子； 蔡惠萍； 朱憶華）
「庫洛魔法使之相約在香港」登場。李小狼的母親，李家的家主，是庫洛·里多母親的娘家的後代，擁有強大的魔力，提醒木之本櫻要小心魔道士的襲擊並給予幫助。在透明牌篇中，幫助柊澤艾利歐調查尤那D海渡的事。
李芙蝶（配音員： 山口由里子； 黃麗芳（Magic牌）→魏惠娥（Clear牌）（TVB版）； 朱憶華）
「庫洛魔法使之相約在香港」登場。李小狼的4位姐姐之一，長女。她和3個妹妹都與堂妹李莓鈴一樣，本身沒有任何魔力。與眾姊妹都過度關心李小狼，以致李小狼故意不與她們聯絡。
李雪花（配音員： 芝原千彌子； 雷碧娜（Magic牌）→梁少霞（Clear牌）（TVB版）； 賀世芳（劇場版）、雷碧文(透明牌篇)）
「庫洛魔法使之相約在香港」登場。李小狼的4位姐姐之一，次女。
李黃蓮（配音員： 涌澤利香； 梁少霞； 謝佼娟）
「庫洛魔法使之相約在香港」登場。李小狼的4位姐姐之一，三女。
李緋梅（配音員： 菅原祥子； 劉惠雲； 魏晶琦）
「庫洛魔法使之相約在香港」登場。李小狼的4位姐姐之一，四女。
魔導士（配音員： 林原惠； 梁少霞； 謝佼娟）
「庫洛魔法使之相約在香港」登場。過去在香港利用水面映出的影像來替人算命的女魔法師，本名不詳。在庫洛·里多到來並為人們算命時，常常藉故找：庫洛·里多挑戰，但實際是對其情有獨鍾。在庫洛·里多離開後，為了將自身的思念傳達給庫洛·里多，而將自己的意識長期間封印於書中以等待庫洛·里多的再臨；然而再臨之人並非庫洛·里多而是木之本櫻，激動地質問當下也對木之本櫻展開襲擊。最後在認清庫洛·里多已死的事實及被木之本櫻觸及自身對庫洛·里多的情懷下有所頓悟，隨後自身消散。

## 卡牌
劇集第一季主要團繞庫洛·里多創造的「庫洛牌」，第二季後團繞由庫洛牌轉變的「小櫻牌」，在第三季中所有小櫻牌突然失去魔力，變成透明的卡牌，無法使用（實際上是李小狼透過其送給木之本櫻的小熊玩偶吸收卡牌的魔力，讓卡牌上的精靈避開被海渡奪取的危機，並讓木之本櫻以自己創造的透明卡牌來控制新魔力；同時李小狼也能使用精靈的力量，但因本身不是卡牌的主人，會消耗更多的魔力）。在卡牌精靈回歸木之本櫻身邊之前，都必須依賴月和可魯貝羅斯的力量長期實體化(在海渡修改記憶和時間後，卡牌精靈回到原位)；而木之本櫻則改為收集及使用新出現（實為自己無意識創造）的「透明牌」。
庫洛牌（THE CLOW CARDS）
庫洛·里多利用自己的魔力創造出來的卡片，一共五十三張（漫畫版則為十九張），除了「無」之外，全部皆被收藏在封印書內。使用的是「神秘」的力量。因為能力強大，為了防止在其肉體生命消失後被有心人士利用，於是庫洛·里多創造封印之獸可魯貝羅斯與審判者月共同守護著，並由他們決定庫洛牌與守護者們的新主人。每張庫洛牌皆有著各自獨特的人格與個性，除了能獨自思考，還能與人類、動物交談。由於擁有魔力，因此使用者必須也有魔力作為媒介，才可能使用庫洛牌。庫洛牌依靠魔力為食糧，由於庫洛·里多已經不存在這個世界而木之本櫻魔力仍不足以令所有庫洛牌成為小櫻牌，餘下的庫洛牌將陷入變為普通牌的危機。
小櫻牌（THE SAKURA CARDS）
木之本櫻利用庫洛牌作為原型，使用自己的魔力將其歸屬自己名下的卡片，一共五十四張（最終為五十三張，「無名之卡」與「無」合併成為「希望」）。使用的是「星」的力量。除了如「翔」改變使用後的變化效果之外，基本上改變並不算太大。但卡片精靈的樣貌、姿態，無論是動畫版還是漫畫版都有變化。由於使用卡片變化的魔力消耗過遽的因素，任意變化卡片而造成魔力不足的情況下，會造成魔力暴走而讓卡片失去控制的情況發生。

### 庫洛牌
以下排列方式按照屬性來分，標有【TV】表示僅在動畫篇出現、【Movie 1 & 2】表示僅在劇場版出現。但是所有漫畫版裡的牌，在動畫版裡都有出現。
太陽屬性庫洛牌 (26)
光系 (8)
- 光（THE LIGHT）：有著「太陽」屬性的庫洛牌，能與人交談，能發出與陽光一樣的強光。為封印之獸可魯貝羅斯管轄的第一張王牌。一直住在小櫻心裡，為木之本櫻所有。
- 幻（THE ILLUSION）：能讓使用者映出心中渴望的人、物、場面的庫洛牌，為木之本櫻所收服。
- 創（THE CREATE）：能把寫在書上的東西實質化的庫洛牌。在夜晚魔力會變得更強。為木之本櫻所收服。【TV】
- 聲（THE VOICE）：能奪走聲音以及賦予聲音的庫洛牌。為木之本櫻所有。【TV】
- 歌（THE SONG）：能複製他人歌聲的庫洛牌。會選擇複製美妙的歌聲。為木之本櫻所收服。【TV】
- 大（THE BIG）：能讓使用者所指定的人或物變大的庫洛牌。為木之本櫻所收服。【TV】
- 小（THE LITTLE）：能讓使用者所指定的人或物變小的庫洛牌。為木之本櫻所收服。【TV】
- 雙（THE TWIN）：能讓單一的人或物成為兩個的庫洛牌，為李小狼所收服。【TV】

火系 (9)
- 火（THE FIREY）：有著「太陽」屬性的庫洛牌，四大屬性庫洛牌之一，自由控制火元素。個性好鬥，在攻擊面是相當強力的火精靈。由於是攻擊性強的高級魔法卡，小櫻要動到都是四大元素的「風」和「水」等兩張高級魔法卡，才把其封印成魔法牌。
- 燈（THE GLOW）：能產生小的螢光，照亮事物的庫洛牌。為木之本櫻所收服。
- 雷（THE THUNDER）：能自由控制閃電的庫洛牌，實體化後外形有點類似日本神話中的雷獸。為木之本櫻所收服。
- 力（THE POWER）：能讓使用者力大無窮的庫洛牌，外形可愛，但個性好勝。為木之本櫻所收服。【TV】
- 鬥（THE FIGHT）：能讓使用者變為格鬥家的庫洛牌，相當好戰，專門向格鬥家挑戰。為木之本櫻所收服【TV】
- 擊（THE SHOT）：能讓使用者發動與彈丸相似的攻擊波動，命中被指定的事物。為木之本櫻所收服。【TV】
- 矢（THE ARROW）：能發射出許多弓箭的庫洛牌，於《劇場版：庫洛魔法使之相約香港》中登場。為木之本櫻所收服。【Movie 1】
- 劍（THE SWORD）：使用後封印之杖變化為劍，讓使用者變成劍術高手的庫洛牌，依其使用者的意念而增強力量，其破壞能力足以將岩石一擊而碎。為木之本櫻為收服。
- 盾（THE SHIELD）：能讓使用者保護想保護的事物的庫洛牌，其保護能力視其想保護的信念而定，也能抵擋魔法。為木之本櫻所收服。

地系 (9)
- 地（THE EARTHY）：有著「太陽」屬性的庫洛牌，四大屬性庫洛牌之一，自由控制土元素。是最後登場的庫洛牌，因為五行相剋的因素，在「樹」的攻擊下得以收服，於動畫未曾使用過，於漫畫的形象為一名巨人女性並被小櫻用作填補大洞。為木之本櫻所收服。
- 砂（THE SAND）：能自由控制砂的庫洛牌，後來木之本櫻讓給李小狼。【TV】
- 花（THE FLOWER）：喜歡有著熱鬧場合的庫洛牌，能變出想要的各種花卉。為木之本櫻所收服。
- 甘（THE SWEET）：能讓特定事物變成跟甜味有關的事物的庫洛牌。為木之本櫻所收服。【TV】
- 秤（THE LIBRA）：能判斷出謊言的庫洛牌。【TV】
- 錠（THE LOCK）：鎖住房屋，使普通鑰匙無效的庫洛牌。實體化後是一把綠色的鎖，只可以用魔法解開，木之本櫻用了封印之杖變小後的鑰匙開鎖。為木之本櫻所收服。【TV】
- 輪（THE LOOP）：能把次元連接起來，並且能插入無限循環的庫洛牌。為木之本櫻所收服【TV】
- 迷（THE MAZE）：能產生巨大迷宮狀空間的庫洛牌。本為觀月歌帆所收服，後轉贈給木之本櫻。
- 拔（THE THROUGH）：能讓使用者穿過牆壁的庫洛牌。使用者的魔力越強能穿過的牆壁越厚。為木之本櫻所收服。【TV】

月亮屬性庫洛牌 (26)
闇系 (8)
- 闇（THE DARK）：有著「月」屬性的庫洛牌，能與人交談，能產生黑暗的空間。為審判者月管轄的第一張王牌。與光牌同時為木之本櫻所收服。
- 時（THE TIME）：能讓時間倒退、暫停、控制時間的速度，其魔力消耗相當大，為李小狼所收服。【TV】
- 戻（THE RETURN）：能讓使用者回到過去的庫洛牌，其魔力消耗相當大，發動時除了需要使用者的魔力以外，還需要其他強大魔力來作為輔助，為李小狼所收服。【TV】
- 影（THE SHADOW）：能自由控制自身與他人影子的庫洛牌。是庫洛牌中速度相當快的庫洛牌之一，有著「包覆」的特性，可以覆蓋住沒有形狀的任何東西，這是木之本櫻第三張發現的庫洛牌。
- 靜（THE SILENT）：能讓週遭保持寧靜的庫洛牌，幾乎不說話，對於噪音的感知相當強。在夜晚魔力會更強，會把產生噪音的人趕出牌所在的區域。為木之本櫻所收服。【TV】
- 消（THE ERASE）：能使人和事物消失的庫洛牌。為木之本櫻所收服。
- 眠（THE SLEEP）：能令別人在任何狀態下都能一瞬間睡著的庫洛牌，木之本櫻常使用讓週遭的人睡著發動魔法。為木之本櫻所收服【TV】
- 夢（THE DREAM）：能讓使用對象作夢的庫洛牌，其所夢到的夢是預知未來的預知夢，為李小狼所收服。【TV】

風系 (9)
- 風（THE WINDY）：有著「月」屬性的庫洛牌，四大元素庫洛牌之一，自由控制空氣元素。這是木之本櫻第一張發現的庫洛牌，同時也是因為木之本櫻發動他，而讓庫洛牌四散而飛。個性非常溫和，除了攻擊之外，還可用作救人使用，木之本櫻常用來作為攻擊的卡片之一。
- 翔（THE FLY）：能讓使用者擁有飛翔能力的庫洛牌，可使翅膀附於使用者背上或使封印之杖上的翅膀變大，這是木之本櫻第二張發現的庫洛牌，木之本櫻常用的卡片之一。
- 跳（THE JUMP）：實體化後為粉紅色兔形布偶，讓使用者腳部長出翅膀，擁有驚人跳躍力的庫洛牌。十分好戰，變大後再向人襲擊，但智商低。木之本櫻常用的卡片之一。
- 浮（THE FLOAT）：能令人浮在半空的庫洛牌，實體化後是一個有一對翅膀的粉紅色氣球。為木之本櫻所收服【TV】
- 移（THE MOVE）：能令物件作短距離瞬間移動的庫洛牌，但不能移動生物或大型物件。為木之本櫻所收服。【TV】
- 驅（THE DASH）：能令一個人跑步速度變得極快的庫洛牌，但只能維持短距離，為李小狼所收服。【TV】
- 替（THE CHANGE）：能令同時觸碰這張卡片精靈的兩個人靈魂交換的庫洛牌，亦都曾經令到小可和李小狼交換身體一段短暫時間。為木之本櫻所收服。【TV】
- 樹（THE WOOD）：能自由控制樹木的庫洛牌，與「雨」合併使用能使其更為茂盛，個性相當溫柔。為木之本櫻所收服。
- 嵐（THE STORM）：可以颳起颶風和暴雨的庫洛牌，為李小狼所收服，於《庫洛魔法使之相約在香港》中首次被使用。【TV】

水系 (9)
- 水（THE WATERY）：有著「月」屬性的庫洛牌。四大元素庫洛牌之一，自由控制水元素，力量和攻擊性都非常強，最後因為變成冰，以致失去活動能力，才得以被收服，這是木之本櫻第四張發現的庫洛牌。
- 鏡（THE MIRROR）：能映出被照映的任何人或物，產生它們的分身，但無法複製被映照者的思維的庫洛牌。也可使用鏡子反射攻擊波動。能與人交談，她也常常代替不會說話的庫洛牌們傳達其心聲。對木之本桃矢有好感，動畫61集中收下木之本桃矢送的絲帶，所以變成卡片後有多加綠色絲帶。為木之本櫻所收服。
- 雨（THE RAIN）：能讓特定地點降雨的庫洛牌，外形跟「雲」很相似。為木之本櫻所收服。【TV】
- 雲（THE CLOUD）：能自由控制雲的庫洛牌，外形跟「雨」很相似，本為李小狼所收服，後讓給木之本櫻。【TV】
- 霧（THE MIST）：能起霧的庫洛牌，亦可用迷霧來迷惑敵人或者用毒霧來腐蝕物體。為木之本櫻所收服【TV】
- 雪（THE SNOW）：能同時降下瑞雪和暴雪的庫洛牌，外貌像日本的雪女，穿著白色和服。為木之本櫻所收服。【TV】
- 凍（THE FREEZE）：能令人或物結凍、令指定區域溫度急劇下降的庫洛牌，為李小狼所收服。【TV】
- 波（THE WAVE）：能引起波浪的庫洛牌。為木之本櫻所收服。【TV】
- 泡（THE BUBBLES）：能產生泡沫，進行洗涤的庫洛牌。庫洛·里多與木之本櫻都用他來替可鲁貝羅斯洗澡；但庫洛·里多也會用來洗衣服。為木之本櫻所收服。【TV】

無屬性牌：
- 無名之牌：於TV最終話木之本櫻所創造的卡片，代表木之本櫻和李小狼對彼此的感情。卡片上沒有名字，只有一個心形、一個皇冠與一對翼，通常稱「心」或「愛」。【TV】
- 無（THE NOTHING）　配音員：；坂本真綾； 梁少霞； 雷碧文：劇場版2：被封印的卡片中登場。一張擁有「負」的力量的牌，原本封印在庫洛·里多舊家的座椅下，用來和其他的牌達到平衡。但因為其他的牌都變成小櫻牌，導致失去平衡，封印解除。原形是女孩的模樣，有著長及地板的頭髮，身穿多層次的洋裝。封印解除後因為深怕寂寞，搶走木之本櫻的牌。能產生球形的“虛無”空間，空間内的任何東西都會被吞噬消失，伴隨著消失的還有感情。若要封印它，封印者必須要犧牲自己最珍貴的東西（例如木之本櫻和李小狼之間的感情）作為等價交換條件。【Movie 2】
- 希望（THE HOPE）：於劇場版2：被封印的卡片中登場。「無」與「無名之卡」結合後成為「希望」。能產生可以實現的希望。【Movie 2】

### 透明牌
透明牌（THE CLEAR CARDS）
由突然出現的神秘現象變化而成的，目前已知是小櫻無意識自行創造出來的魔法道具，可透過夢之杖收集，目前一共有36張。而所有小櫻牌因為小狼給小櫻施過魔法的小熊把小櫻牌的魔力轉移到那邊而變成透明。與小櫻牌不同的是，透明卡的正面可以看到所屬的卡的圖，但背面則透不過，正反兩面都無法由另一面看透，精靈亦與小櫻牌有所不同，以小櫻身邊的事象、人物來創造，但是擁有的卡片中也有相似的屬性、外型。使用「夢」的力量，但是由「封印」變成「固著」收服。
標有【TV】表示僅在動畫篇出現，標有【Comic】表示僅在漫畫篇出現，而沒有標示則兩處都有出現過
- 疾風（GALE）：第一張登場的透明牌，實體化後為一隻有著以鐮刀取代翅膀的昆蟲，外貌神似無機物，跟「風」牌一樣能放出強烈的風，不過跟「風」比起來偏向是風的攻擊波。
- 包圍（SIEGE）：卡牌的樣貌為一個印有花紋立方盒，能夠依持有者的意思將指定事物關在自己的體內，由於是中空的，因此也能夠改變自己內部六個面的柔軟度以及透明度。
- 水源（AQUA）：卡牌的樣貌為一隻戴著以水構成的皇冠的水鳳凰，跟「水」牌一樣能夠操控水元素，也跟「雨」牌一樣能夠製造出豪雨的天氣。
- 反射（REFLECT）：卡牌的樣貌為有著蝴蝶雙翼和觸鬚的光球，能夠反射一切的魔法攻擊。
- 行動（ACTION）：卡牌的樣貌為數個鐘錶的齒輪和一只指針，能夠使指定物體依持有者的意思移動。
- 引力（GRAVITATION）：卡牌的樣貌為一個黑色雙箭頭，其箭頭的兩端分別指向太陽與月亮。能夠將指定物吸引過去。
- 記錄（RECORD）：卡牌的樣貌為帶有翅膀的復古照相機及一支羽毛筆，能夠將指定物的外貌記錄下來並以立體圖像完美重現。
- 飛翔（FLIGHT）：卡牌的樣貌為半透明的蝴蝶翅膀與一組羽翼，能使人自由飛翔，擁有些許的意識，似乎是女性體，並且相當喜歡小櫻。
- 透過（LUCID）：卡牌的樣貌為閃爍著星星光芒的薄紗布簾，可使被覆蓋物變得透明，但仍可被觸碰到，無法長時間使用。
- 螺旋（SPIRAL）：卡牌的樣貌為由無數梯形組成的螺旋狀體，形似盤旋向上的樓塔，可將人困於其中，無法以一般方式由外側破壞。主效果不明，動畫版則賦予漩渦與螺旋如名的效果。
- 轉寢（SNOOZE）：卡牌的樣貌為一絨球，能使人睡著。似乎不將它捕獲，睡著者將永遠無法醒來。（卡牌上的漢字應該是「転寢」，在日語有打盹之意。）
- 迷宮（LABYRINTH）：卡牌的樣貌為由無數拱門、迴廊及樓梯組成的巨大建築群，能夠製造巨型的迷宮空間，而其與「迷」牌相比下其規模較前者複雜。
- 逆轉（REVERSAL）：卡牌的樣貌為上下顛倒、左右相反的黑白水晶柱，能抬起任何指定物並將其垂直翻轉。
- 冰雹（HAIL）：卡牌的樣貌為雲朵旁從天空落下些許冰球，能讓天空降下冰雹。【TV】
- 幻影（MIRAGE）：卡牌的樣貌為似魚似鳥形的合體，翱翔在群山之間。能使想像的情況，化為實際。
- 搖動（SWING）：卡牌的樣貌為一隻長角鳥頭與蛇尾的奇怪生物，擁有兩對翅膀，能夠操控土元素，能夠造成劇烈搖動以及破壞地面。【TV】
- 爭鬥（STRUGGLE）：卡牌的樣貌和「莓鈴」幾乎如出一轍。卡牌的樣貌為一位右辮子綁著包頭的女孩，身穿紅色綴飾的武鬥服，呈現抱拳的樣子，相當好戰。【TV】
- 顯現（APPEAR）：卡牌的樣貌和「利佳」幾乎如出一轍。是一個竄出的睜眼人形，身穿水晶裝，頭上一對馬尾。能使指定物自主移動，具意識和飛行能力且有攻擊性。
- 火焰（BLAZE）：卡牌的樣貌為一隻戴著以火構成的光圈的火鳳凰，與「水」牌相對，和「火」牌一樣能夠操控火元素。
- 鏡像（MIRROR）：卡牌的樣貌和「鏡」牌幾乎如出一轍。但頭上多了一對鹿角，眼睛呈現睜開的狀態，能映照出任何人事物，並產生其左右相反的分身，甚至能用來複製魔法。在漫畫第62話時因不明原因失去了魔力，呈現完全透明狀態。
- 雙劍（BLADE）：本是一把剪刀，但後來因為被GALE斬開兩半而變成雙劍【Comic】
- 修復（REPAIR）：卡牌的樣貌和「知世」幾乎如出一轍。因為小櫻不想被「雙劍」剪破的窗簾被別人發現而產生出來的，能修復被破壞的事物【Comic】
- 逆戻（REWIND）：卡牌的樣貌和兒時的「小狼」幾乎如出一轍。由於小櫻想要見到李小狼小時候的模樣而產生出來的。能把對象縮小，但不影響對方的思想和記憶【Comic】
- 影像（SHADE）：卡牌的樣貌為黑色的紙片龍，神似愛莉絲鏡中奇遇的Jabberwocky，效果不明，由小狼先由影庫洛牌找到變小的小櫻再由小櫻用「雙劍」將其剪碎並收服。【Comic】
- 破壞（BREAK）：卡牌的樣貌為一面破碎的鏡子，效果不明，似乎能夠粉碎幻術。【Comic】
- 轉移（TRANSFER）：卡牌的樣貌為左右兩端四條向內的指向線座標，可以根據自己的使用方式來交換自己和他人的位置。【Comic】
- 約束（PROMISE）：卡牌的樣貌和「雪兔」幾乎如出一轍。由於小櫻與雪兔作約定而產生出來的。【Comic】
- 夢見（DREAMING）：卡牌的樣貌為小櫻夢中看到的神秘人，效果不明，似乎能夠做預知夢。【Comic】
- 時間（TIME）：卡牌的樣貌為擁有一對翅膀的星型吊墜懷錶，外型仿照小櫻母親的遺物懷錶，效果不明。【Comic】
- 虛實（TRUE OR FALSE）：卡牌的樣貌和「奈緒子」幾乎如出一轍。效果不明，似乎能在夢中映照出對於某人而言的「真相」。【Comic】
- 選擇（CHOICE）：卡牌的樣貌和「桃矢」幾乎如出一轍。效果不明。【Comic】
- 慈愛（KINDNESS）：卡牌的樣貌和「藤隆」幾乎如出一轍。效果不明。【Comic】
- 呼應（SYNCHRONIZE）：卡牌的樣貌和「貴史」、「千春」幾乎如出一轍。效果不明。【Comic】
- 交換（EXCHANGE）：卡牌的樣貌為一朵櫻花和一朵雛菊相對。能把自己擁有的事物和他人的事物等價交換。【Comic】
- 白紙（BLANK）：卡牌的樣貌和「秋穗」幾乎如出一轍，和黑龍翅膀包圍一本書。效果不明。【Comic】
- 想起（REMIND）：卡牌的樣貌為兩張卡片「逆戻」與「時間」，合成的一張卡，「小狼」抱著懷錶的樣貌。效果不明。【Comic】